# 4013 Ogiria
4013 Ogiria este un asteroid din centura principală, descoperit pe 21 iulie 1979 de Nikolai Cernîh.